# Carolyne Mas
Carolyne Mas (New York, 20 ottobre 1955) è una cantautrice e musicista statunitense venuta alla ribalta nella scena newyorkese nella seconda metà degli anni 70, insieme ad artisti come Steve Forbert, The Roches e Willie Nile.
La madre, Miss Puerto Rico, era una cantante, il padre chitarrista e baritono nella
New York City Opera Company. Cresciuta a Long Island, Carolyne studia canto, pianoforte e chitarra.

## Discografia

### Album
- Carolyne Mas (1979)
- Hold On (1980)
- Mas Hysteria (1980)
- Modern Dreams (1981)
- Action Pact (1989)
- Live (1992)
- Reason Street (1993)
- Beyond Mercury (2003)
- Brand New World (2005)
- Across the River (2013)

### Singoli
- "Stillsane" (1979) (Canada #53; US #71)
- "Quote Goodbye Quote" (1979) (Canada #60; UK #71)[1]
- "Driving on the Radio" (2003)